# Arthur Gore
Pour les articles homonymes, voir Gore.
Arthur William Charles Wentworth Gore, né le 2 janvier 1868 à Lyndhurst et mort le 1er décembre 1928 à Kensington, est un ancien joueur de tennis britannique.
Il a remporté quatre titres du Grand Chelem : 3 titres en simple à Wimbledon, en 1901, 1908 et 1909 et 1 titre en double, également à Wimbledon, en 1909. Par ailleurs, il gagna deux médailles d'or dans le tournoi en salle des Jeux olympiques de Londres en 1908.
Il faisait partie des meilleurs joueurs britanniques du début du 20e siècle. Il s'illustre particulièrement en 1901 lorsqu'il bat R.F. Doherty en finale du tournoi de Wimbledon alors que ce dernier avait remporté les quatre dernières éditions. Deux ans auparavant en 1899, il avait failli le battre en menant deux sets à zéro avant de s'effondrer. Une fois le règne du petit frère H.L. Doherty terminé, Gore gagna deux autres titres et atteignit trois finales. Il devient le vainqueur le plus âgé de l'histoire du tournoi lorsqu'il triomphe à l'âge de 41 ans en 1909.
Gore a participé à 30 éditions du tournoi de Wimbledon et a disputé un total de 155 matchs, les derniers en double en 1927. À sa mort en 1928, il était le dernier joueur de tennis britannique à avoir remporté le championnat en simple.
Il est membre du International Tennis Hall of Fame depuis 2006.

## Palmarès (partiel)

### Titres en simple messieurs
| No | Date       | Nom et lieu du tournoi         | Catégorie     | Surface        | Finaliste              | Score                   |          |
| -- | ---------- | ------------------------------ | ------------- | -------------- | ---------------------- | ----------------------- | -------- |
| 1  | 1900       | Tournoi de tennis du Queen's   |               | NC             | Arthur W. Lavy         | 6-0, 6-2, 6-3           |          |
| 2  | 1901       | The Championships, Wimbledon   | G. Chelem     | Gazon (ext.)   | Reginald Frank Doherty | 4-6, 7-5, 6-4, 6-4      |          |
| 3  | 1908       | The Championships, Wimbledon   | G. Chelem     | Gazon (ext.)   | Herbert Barrett        | 6-3, 6-2, 4-6, 3-6, 6-4 |          |
| 4  | 06-05-1908 | Jeux olympiques d'été, Londres | J. olympiques | Parquet (int.) | George Caridia         | 6-3, 7-5, 6-4           | Parcours |
| 5  | 1909       | The Championships, Wimbledon   | G. Chelem     | Gazon (ext.)   | Josiah Ritchie         | 6-8, 1-6, 6-2, 6-2, 6-2 |          |

### Finales en simple messieurs
| No | Date       | Nom et lieu du tournoi       | Catégorie | Surface      | Vainqueur              | Score                   |  |
| -- | ---------- | ---------------------------- | --------- | ------------ | ---------------------- | ----------------------- |  |
| 1  | 1899       | Tournoi de tennis du Queen's |           | NC           | Harold Mahony          | 8-10, 6-2, 7-5, 6-1     |  |
| 2  | 1899       | The Championships, Wimbledon | G. Chelem | Gazon (ext.) | Reginald Frank Doherty | 1-6, 4-6, 6-2, 6-3, 6-3 |  |
| 3  | 1902       | The Championships, Wimbledon | G. Chelem | Gazon (ext.) | Hugh Lawrence Doherty  | 6-4, 6-3, 3-6, 6-0      |  |
| 4  | 1907       | The Championships, Wimbledon | G. Chelem | Gazon (ext.) | Norman Brookes         | 6-4, 6-2, 6-2           |  |
| 5  | 1910       | The Championships, Wimbledon | G. Chelem | Gazon (ext.) | Anthony Wilding        | 6-4, 7-5, 4-6, 6-2      |  |
| 6  | 24-06-1912 | The Championships, Wimbledon | G. Chelem | Gazon (ext.) | Anthony Wilding        | 6-4, 6-4, 4-6, 6-4      |  |

### Titres en double messieurs
| No | Date       | Nom et lieu du tournoi        | Catégorie     | Surface        | Partenaire      | Finalistes                     | Score              |          |
| -- | ---------- | ----------------------------- | ------------- | -------------- | --------------- | ------------------------------ | ------------------ | -------- |
| 1  | 06-05-1908 | Jeux olympiques d'été Londres | J. olympiques | Parquet (int.) | Herbert Barrett | George Caridia · George Simond | 6-2, 2-6, 6-3, 6-3 | Parcours |
| 2  | 1909       | The Championships Wimbledon   | G. Chelem     | Gazon (ext.)   | Herbert Barrett | Stanley Doust Harry Parker     | 6-2, 6-1, 6-4      |          |

### Finales en double messieurs
| No | Date | Nom et lieu du tournoi      | Catégorie | Surface      | Vainqueurs                     | Partenaire      | Score              |  |
| -- | ---- | --------------------------- | --------- | ------------ | ------------------------------ | --------------- | ------------------ |  |
| 1  | 1908 | The Championships Wimbledon | G. Chelem | Gazon (ext.) | Anthony Wilding Josiah Ritchie | Herbert Barrett | 6-1, 6-2, 1-6, 9-7 |  |
| 2  | 1910 | The Championships Wimbledon | G. Chelem | Gazon (ext.) | Anthony Wilding Josiah Ritchie | Herbert Barrett | 6-1, 6-1, 6-2      |  |